# Klein Dochteren
Klein Dochteren is een buurtschap met 294 inwoners (2009), in de gemeente Lochem, direct ten westen van de stad Lochem en ten zuiden van de Berkel. In Klein Dochteren bestaan een voetbalclub (VV Klein Dochteren), een klootschietvereniging, een buurtvereniging en enkele andere verenigingen. Voor de postcodes ligt Klein Dochteren 'in' de stad Lochem.
De geoloog Winand Staring, zoon van de bekende dichter A.C.W. Staring, liet er in 1845 een ruim landhuis voor zichzelf optrekken: 'De Boekhorst', genoemd naar een gelijknamig oud boerenerf. De Boekhorst is sinds 2005 een rijksmonument.

## Bekende inwoners
- A.L. Snijders (1937-2021), pseudoniem van Peter Cornelis Müller, schrijver
- Winand Staring (1808-1877), geoloog

## Galerij

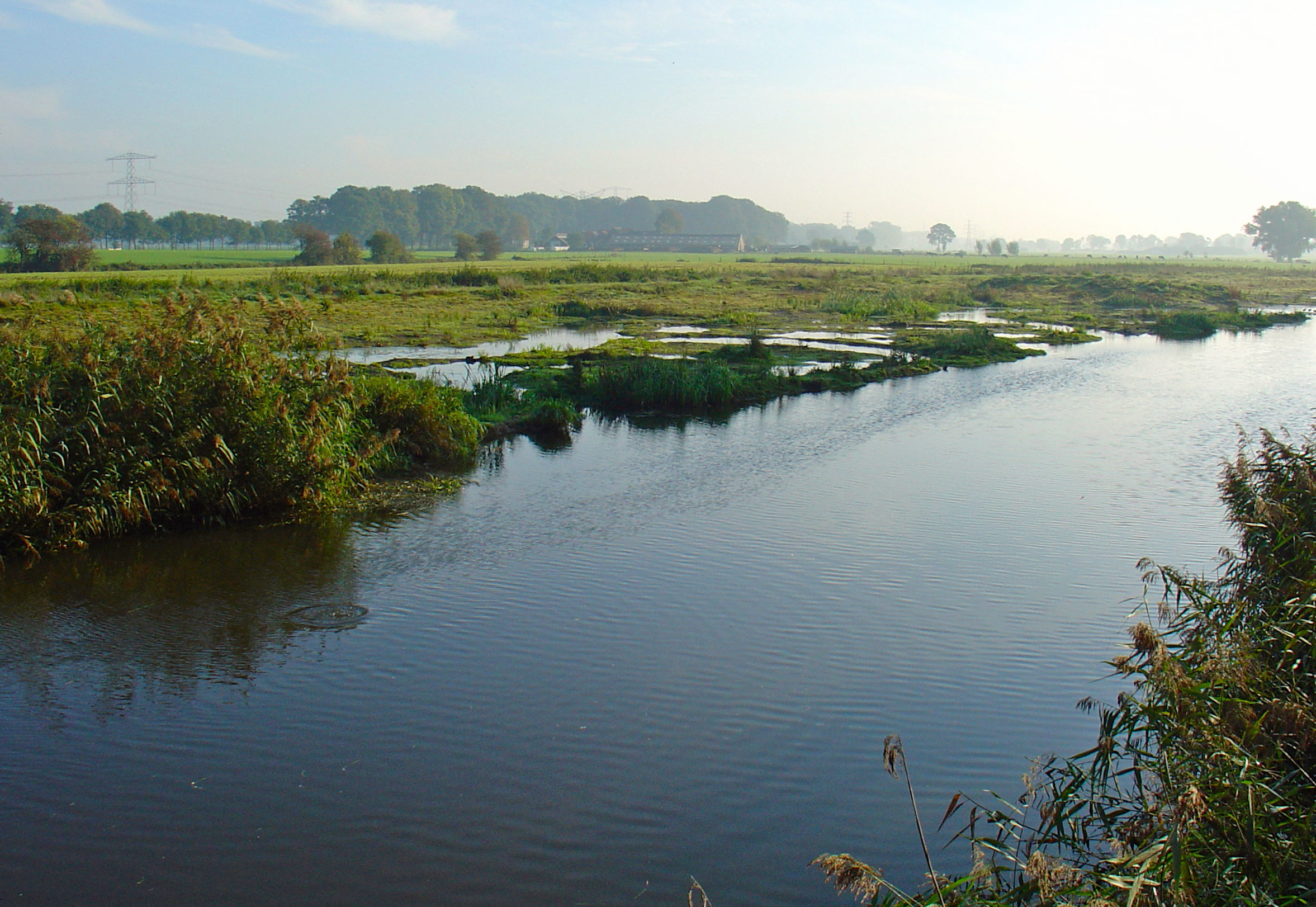
De Berkel bij Klein Dochteren
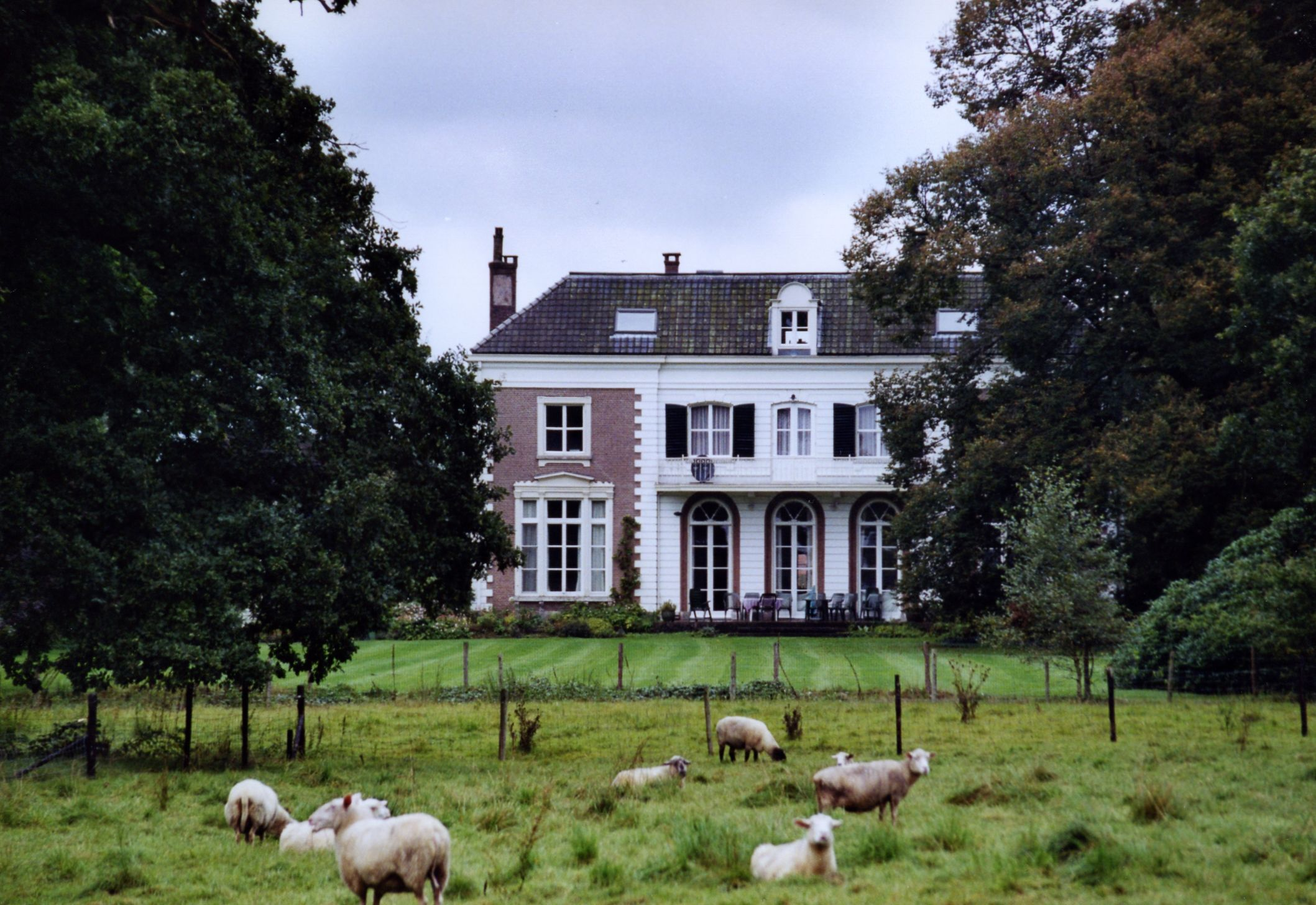
Landhuis De Boekhorst

Stad: Lochem     
Dorpen: Almen · Barchem · Eefde · Epse · Exel · Gorssel · Harfsen · Joppe · Laren

Buurtschappen: Ampsen · Armhoede · Groot Dochteren · Klein Dochteren · Kring van Dorth · Nettelhorst, Langen en Zwiep · Oolde · Quatre Bras · De Schoolt

Gelderland: Steden en dorpen in Gelderland      Nederland: Provincies · Gemeenten